# Paris Smith
Paris Smith (* 1. Februar 2000 in Houston, Texas) ist eine US-amerikanische Schauspielerin.

## Karriere
Smith tritt seit 2010 als Schauspielerin in Erscheinung. Im Film Puncture – David gegen Goliath verkörperte sie 2011 die zwölfjährige Kia.
Smith wurde 2013 für ihre Rolle als Molly in dem Kurzfilm Scouted mit dem Young Artist Award als Beste Schauspielerin in einem Kurzfilm ausgezeichnet. Im Jahr 2014 war sie als Beste Gastdarstellerin in einer Fernsehserie für ihre Rolle als Becca in der 11. Folge, Wir sind das Frischfleisch?, der 4. Staffel der Fernsehserie Modern Family, nominiert.  2015 wurde sie als Beste Hauptdarstellerin in einer Fernsehserie (Comedy oder Drama) für ihre Hauptrolle als Maddie Van Pelt in Emma, einfach magisch! ausgezeichnet. Von 2014 bis 2015 verkörperte sie die Maddie Van Pelt als Hauptrolle in der Fernsehserie Emma, einfach magisch!.

## Filmografie (Auswahl)
- 2011: Puncture – David gegen Goliath (Puncture)
- 2012: Scouted, Kurzfilm
- 2012: I Am Not a Hipster
- 2012: MyMusic, Folge: Choosing Sides, Fernsehserie
- 2013: Modern Family, Folge: Wir sind das Frischfleisch? (New Year's Eve), Fernsehserie
- 2014: Dognapped
- 2014: Every Witch Way – Spellbound (Fernsehfilm)
- 2014–2015: Emma, einfach magisch! (Every Witch Way), Fernsehserie
- 2015–2016: Short Girls Club, Fernsehserie
- 2018: Deadly Lessons (Fernsehfilm)
- 2019: My Stepfather's Secret
- 2019: Superstore, Folge: Mall Closing, Fernsehserie
- 2019: Knight Squad, Folge: Love at First Knight, Fernsehserie
- 2020: Deadly Daughter Switch
- 2020: A Soldier’s Revenge
- 2020: Acting for a Cause, Folge: A Midsummer Night's Dream, Fernsehserie

## Auszeichnungen
- 2013: Young Artist Award als Beste Schauspielerin in einem Kurzfilm
- 2014: Nominierung für den Young Artist Award als Beste Gastdarstellerin in einer Fernsehserie
- 2015: Nominierung für den Young Artist Award als Beste Hauptdarstellerin in einer Fernsehserie (Comedy oder Drama)